# 莊鍶敏
莊鍶敏（英語：Jacquelin Ch'ng Se Min，1980年5月1日—），擁有馬來西亞國籍的香港模特兒、演員、主持人，香港永久居民，現為無綫電視基本藝人合約藝員。

## 經歷
莊鍶敏於馬來西亞出生，1985年移居香港，曾就讀寶血小學和香港真光中學，於珠海書院修讀商科大專一年級時，她索性輟學全職當模特兒。莊鍶敏在1998年入行，在各大商場不同活動為時裝表演走天橋與當司儀。2010年8月12日，她承認自己整容和隆胸，並表示一直都不滿意自己的身材。她曾以不同的方法豐胸，如吃藥及人手按摩等等，但效果並不理想。
2010年代起，莊鍶敏除了在香港影壇活躍之外，也開始接拍無綫電視的電視劇。
2018年，走向幕後找來金主投資電影《逆流大叔》，兼任聯合出品人和演員，飾演黃德斌的太太。
2023年9月21日，庄锶敏因為涉嫌為JPEX宣傳而前往香港警察总部接受商业罪案调查科调查。

## 家庭
她有二位孿生妹妹莊思華和莊思明。父親莊寶是馬來西亞商人；母親江玉珠為前麗的電視藝人；胞妹是藝人莊思明；舅父是導演江道海。

## 個人生活
莊鍶敏曾與歌手吳浩康拍拖5年，至2011年8月分手。分手後，這八年間她未真正戀愛過，訪問中表示面對戀愛對象，也不敢太過挑剔了，不過姊弟戀就暫不考慮。
2019年9月，莊鍶敏在社交網公開與台灣珍珠奶茶店東主Brian（楊秉逸）的戀情。2020年2月，異地戀發展未夠半年男方便在布吉向女方求婚，二人於香港正式簽紙結婚，同年3月15日，二人於莊思敏豪宅與數十名親友見證下舉行簡單簽紙儀式，2022年11月因長期分隔兩地及三觀不同而離婚。

## 爭議
穿皮草錯等於食肉錯
2012年3月3日，對於卓韻芝穿着皮草遭炮轟，莊鍶敏接受訪問時指「以我認知係飼養動物嚟製造皮草，即係好似飼養雞鴨牛豬咁，我覺得有點唔公平，因皮革用品都要殺動物，點解淨係要反皮草，皮草錯等於食肉都係錯。（以我認知是飼養動物來製作皮草，即是像飼養雞鴨牛豬那樣，我覺得有些許不公平，因為皮革用品都要殺動物，為何只反皮草，皮草錯等於吃肉都錯。）」，並直言如行騷需要穿皮草，她也不抗拒。
和王宗堯就電影《導火新聞線》角色罵戰
2015年12月，莊鍶敏向傳媒表示自己原定於電影《導火新聞線》演記者，後因開拍另一電影《PG戀愛指引》將頭髮染金，之後老闆將其角色改為談判專家，但角色需要深色頭髮。莊鍶敏指，試造型時稱可以戴假髮或噴黑彩，但影《導火新聞線》第一男主角王宗堯堅決指她不適合演這個角色。其後鍶思敏質疑為何他作為一個演員，可以決定另一個演員的演出機會。王宗堯則反駁如為出鏡曝光就什麼角色也做，不是為真正的用心去表演，和臨時演員並無分別，又要求莊對香港電影有所尊重。
獲頒疑未經認受榮譽博士引發網民罵戰
莊鍶敏於2018年獲國際美洲大學頒發榮譽工商管理博士學位，但該校未被任何教學認證機構承認，而且大學聯絡地址只是一個寫字樓，被質疑為野雞大學，其後引發網民罵戰。
就莊思明洩露國泰航空機組人員私隱辯護
於2020年1月8日，莊鍶敏的妹妹莊思明於個人社交平台因不滿國泰航空服務，洩露國泰航空機組人員私隱，其後引來網民大量批評，就連國泰航空公司空中服務員工會及私隱專員公署回應事件，指有關行為涉嫌觸犯隱私條例。
不過莊鍶敏就維護其妹，批評網民的言論激進，莊思明公開的機組成員名單並不屬私隱。
2019冠狀病毒病期間涉嫌違反限聚令
楊明、莊思明、莊鍶敏及曹永廉等藝人於2020年7月為電影《時代》進行拍攝，但半百演員及工作人員於招待傳媒訪問及拜神儀式期間，眾多人群均未有戴口罩，被指違反限聚令，現場有路過街坊向電影工作人員及演員要求戴口罩，但他們和在場警察均未有理會。

## 政治立場
莊鍶敏一般被視為親北京派人物，支持中共，並曾批評黃之鋒，又曾和支持民主派的網民針鋒相對。至2020年7月愛國電影《時代》開拍時，記者就電影題材問及莊鍶敏的立場時，她亦坦言某程度上是種表態。
佔中運動期間人身攻擊黃之鋒
莊鍶敏在佔領中環活動醞釀期間，已經高調在反對陣營之列。2014年9月，她在微信朋友圈貼出黃之鋒和河童照片，惡搞黃之鋒貌似河童，又留言「唔好再扮人，收手啦」，惹來網友圍攻，直斥她不應因政見不同而人身攻擊。
未了解內容情況下支持「禁蒙面法」
2019年10月，政府以緊急法的方式繞過立法會推出「禁蒙面法」，莊鍶敏於未了解內容情況下表示支持，其後被梁芷珊抨擊。
2019年香港區議會選舉前夕
2019年11月23日，即2019年香港區議會選舉前一日，中華人民共和國外交部駐香港特別行政區特派員公署Facebook專頁上載了一條由40多位藝人拍攝的片段，內容主要目的是呼籲用選票向暴力說不。莊鍶敏及其妹莊思明為其中一員。
支持港版國安法
莊鍶敏亦有參與支持港版國安法的聯署。

## 電影
| 上映年份 | 電影名稱                     | 角色                                 |
| 2004年   | 《甜絲絲》                   | 女職員                               |
| 2005年   | 《龍咁威II之皇母娘娘呢？》   | 機場特警                             |
| 2008年   | 《我老婆係賭聖》             | 古住枝女友                           |
| 2010年   | 《婚前試愛》                 | 雪兒                                 |
| 2010年   | 《猛男滾死隊》               | 陳浩蘭                               |
| 2010年   | 《潮性辦公室》               |                                      |
| 2010年   | 《無價之寶》                 |                                      |
| 2011年   | 《人約離婚後》               | 雪兒                                 |
| 2011年   | 《喜愛夜蒲》                 | Jacquelin                            |
| 2011年   | 《猛鬼愛情故事》             |                                      |
| 2011年   | 《嫁個100分男人》            |                                      |
| 2012年   | 《喜愛夜蒲2》                |                                      |
| 2012年   | 《天生愛情狂》               |                                      |
| 2013年   | 《古惑仔：江湖新秩序》       |                                      |
| 2013年   | 《2013我愛HK 恭喜發財》      |                                      |
| 2013年   | 《第一次不是你》             |                                      |
| 2013年   | 《溝女不離三兄弟》           |                                      |
| 2014年   | 《3D冰封俠》                 |                                      |
| 2014年   | 《Delete愛人》               | 蘇依時                               |
| 2014年   | 《黑色喜劇》                 |                                      |
| 2015年   | 《小姐誘心》                 | 詩詠                                 |
| 2015年   | 《浮華宴》                   |                                      |
| 2015年   | 《沒女神探》                 | 即刻Lin                              |
| 2015年   | 《猛龍特囧》                 |                                      |
| 2015年   | 《碟仙碟仙》                 | 敏                                   |
| 2015年   | 《港囧》                     | 楊伊助手                             |
| 2015年   | 《十月初五的月光》           | 美玲                                 |
| 2015年   | 《紀念日》                   | Jac                                  |
| 2016年   | 《賭城風雲III》              | 國際刑警                             |
| 2016年   | 《PG戀愛指引》               | 鳳姐                                 |
| 2016年   | 《我老婆係明星》             | 大排檔老板娘                         |
| 2016年   | 《導火新聞線》               | 談判專家                             |
| 2016年   | 《失戀日》                   | 花姐(老千)                           |
| 2016年   | 《辣警霸王花》               | Madam 湯                             |
| 2017年   | 《我要發達》                 | 鼎太                                 |
| 2017年   | 《毒。誡》                   |                                      |
| 2017年   | 《西謊極落之太爆太子太空艙》 | 賈敏希                               |
| 2017年   | 《愛情奴隷獸》               |                                      |
| 2018年   | 《我的情敵女婿》             |                                      |
| 2018年   | 《逆流大叔》                 | Yvonne(客串，同時亦是聯合出品人之一) |
| 2018年   | 《告別之前》                 |                                      |
| 2018年   | 《冰封俠：時空行者》         |                                      |
| 2018年   | 《有罪》                     |                                      |
| 2019年   | 《如珠如寶》                 |                                      |
| 2019年   | 《追龍II：賊王》             | 霍太太                               |
| 2020年   | 《我的筍盤男友》             |                                      |
| 2020年   | 《阿索的故事》               | Janet                                |
| 2022年   | 《一樣的天空》               |                                      |
| 2023年   | 《女子監獄》                 | Madam Chong                          |
| 2023年   | 《紮職2》                    | 李小姐                               |
| 2025年   | 《麻雀女王追男仔》           |                                      |
| 未上映   | 《婚姻的童話》               |                                      |

## 電視劇
| 年份     | 劇名                                 | 角色                             |
| 無綫電視 |                                      |                                  |
| 2011年   | 你們我們他們(單元：一個人的快樂聖誕) | Emily（單元角色）                |
| 2013年   | 好心作怪                             | 公關小姐Yan）第8集）             |
| 2015年   | 四個女仔三個BAR                      | 姚律師                           |
| 2015年   | 愛·回家                              | David（第742集）                 |
| 2016年   | 潮流教主                             | 石慧珊（Danielle）               |
| 2016年   | 幕後玩家                             | 秦昇月（Moon、大姑媽）           |
| 2017年   | 乘勝狙擊                             | 夏美詩（Veronica）               |
| 2017年   | 我瞞結婚了                           | 宋菲瑜                           |
| 2017年   | 老表，畢業喇！                       | Queenie（第2集）                 |
| 2017年   | 降魔的                               | 艷女（第1集）                    |
| 2017年   | 誇世代                               | 尚可頌（第11、12、49、50集）     |
| 2017年   | 溏心風暴3                            | 許雅莉珊（Alice）                |
| 2018年   | 波士早晨                             | 蘇菲雅（Sophia）（第1、4、5集）  |
| 2018年   | 愛·回家之開心速遞                    | Cherry（第351、361、373、390集） |
| 2019年   | 荷里活有個大老千                     | 露絲                             |
| 2019年   | 解決師                               | 莊副校                           |
| 2020年   | 迷網                                 | 關詠芯（Mary）（第14-20集）      |
| 2020年   | 香港愛情故事                         | 盛曉彤（Sophia）                 |
| 2021年   | 逆天奇案                             | 珊（第15-16集）                  |
| 2021年   | 一笑渡凡間                           | 任璇璣（第10-15集）              |
| 2021年   | 青年心城之撐起青春                   | 盛曉彤（Sophia）（第2集）        |
| 2021年   | 十月初五的月光                       | 金太（第2集）                    |
| 2022年   | 有種好男人                           | 岑曉婷                           |
| 2023年   | 法言人                               | 洪有容（Joelyn）                 |
| 2023年   | 一舞傾城                             | 程珮如（魚旦媽）                 |
| 2024年   | 狀王之王                             | 櫻桃                             |
| 2024年   | 神耆小子                             | 朱莉莉                           |
| 香港電台 |                                      |                                  |
| 2014年   | IT行者                               |                                  |
| 其他     |                                      |                                  |
| 2019年   | PTU機動部隊                          | 杜醫生                           |
| 2020年   | 戰毒                                 | 馬君                             |

## 微電影
- 2013：《蓝色奇迹Blue》

## 主持
- 2008年︰無綫音樂台《Boom 部落格》
- 2008至2009年︰無綫音樂台《金榜達人》
- 2009年︰無綫生活台《潮女郎》
- 2011：無綫J2台《姊妹淘（第一輯）》(2011年4月至2011年7月)
- 2011至2016：無綫J2台《姊妹淘（第二輯）》(2011年10月至2016年10月)
- 2019至2021年：無綫J2台/無綫翡翠台《姊妹淘（第三輯）》(2019年9月至2020年5月、2020年7月至2021年6月)
- 2012年：無綫翡翠台《爆足一週》
- 2012年：香港商業電台《大龍鳳》
- 2013年：香港數碼電台《大家真風騷》
- 2017年：無綫翡翠台《新春開運王（第二輯）》
- 2018年：無綫翡翠台《新春開運王（第三輯）》

## 綜藝節目
- 2015年: 今日VIP
- 2015年: 今晚睇李
- 2015年: 超強選擇1分鐘
- 2016年: 新春開運王
- 2016年: Sunday好戲王
- 2016年: 男人食堂
- 2017年: 最緊要好玩
- 2017年: 最緊要好好玩·消暑版

## 參與拍攝MV
- 林峯、胡美貽、胡鴻鈞《爱不疚》（EEG版本）

## 外部連結
- 莊思敏 - TVB藝人資料（页面存档备份，存于）
- 莊鍶敏的新浪微博
- 莊鍶敏的Facebook專頁
- 莊鍶敏的Instagram帳戶
- 莊思敏的YouTube頻道（页面存档备份，存于）
- 莊鍶敏在香港影庫上的簡介
- 莊思敏的小紅書帳戶